# Javor klen u Cerekvice
U křižovatky silnic vedoucích do vesnice Cerekvice nad Bystřicí a vesnice Třebovětice nedaleko od železniční stanice Cerekvice roste památný javor klen (Acer pseudoplatanus). Tento strom je pozůstatkem bývalé obory. Odhadované stáří stromu je přes 200 let.
- Výška kmene je asi 26 m
- obvod kmene je 350 cm

Strom je chráněn od roku 1980 jako významná krajinná dominanta.